# Hyposerica costata
Hyposerica costata är en skalbaggsart som beskrevs av Moser 1911. Hyposerica costata ingår i släktet Hyposerica och familjen Melolonthidae. Inga underarter finns listade i Catalogue of Life.